# Абержеман Сен Колон
Абержеман Сен Колон (фр. Abergement-Sainte-Colombe) је насеље и општина у источном делу централне Француске у региону Бургундија-Франш-Конте, у департману Саона и Лоара која припада префектури Шалон сир Саон.
По подацима из 2011. године у општини је живело 1133 становника, а густина насељености је износила 58,01 становника/km². Општина се простире на површини од 19,53 km². Налази се на средњој надморској висини од 200 метара (максималној 217 m, а минималној 181 m).

## Демографија
| 1962. | 1968. | 1975. | 1982. | 1990. | 1999. | 2011. |
| ----- | ----- | ----- | ----- | ----- | ----- | ----- |
| 527   | 558   | 622   | 702   | 876   | 934   | 1.133 |

График промене броја становника у току последњих година